# مارك إي. غرين
مارك إي. غرين (بالإنجليزية: Mark Green)‏ هو سياسي أمريكي، ولد في 8 نوفمبر 1964 في جاكسونفيل في الولايات المتحدة. حزبياً، نشط في الحزب الجمهوري. وقد انتخب عضو مجلس ولاية تينيسي.

## وصلات خارجية
- الموقع الرسمي